# 대전대흥초등학교
대전대흥초등학교는 대한민국 대전광역시 중구에 있는 공립 초등학교이다.

## 학교 연혁
- 1938. 07. 02 대전대흥공립심상소학교 개교(설립인가 6월 9일, 대전공립고등여학교에서 개교)
- 1941. 04. 01 대전대흥공립국민학교로 교명 변경
- 1949. 12. 31 대전대흥국민학교로 교명 변경
- 1955. 03. 25 대전문창초등학교 분리(12학급)
- 1966. 03. 01 대전대신초등학교 분리(16학급)
- 1969. 03. 01 대전보운초등학교 분리( 5학급)
- 1983. 05. 06 창고 1동 신축
- 1988. 02. 05 신축 현교사로 이전(4층 2동 80실)
- 1989. 03. 01 시지정 자연과 시범학교(1년)
- 1991. 03. 01 교육부 지정 전통음악 연구학교(2년)
- 1996. 03. 01 대전대흥초등학교로 교명 변경
- 1996. 03. 01 방과후 교육활동 시범학교 지정(2년)
- 1999. 03. 01 대전광역시교육청 발명교육 시범학교(2년)
- 2004. 03. 01 대전광역시교육청 과학교육시범학교 지정(2년)
- 2007. 05. 03 인조잔디 운동장 준공
- 2012. 03. 01 대전광역시 교육청 발명교육 시범학교(2년)
- 2014. 02. 14 제72회 졸업(총 33,764명)
- 2015. 03. 01 27학급편성(특수 2학급 포함)

## 참고 자료
- 대전대흥초등학교 - 한국교육학술정보원 학교알리미